# Dinos Constantinides
Dinos Constantinides (griechisch Ντίνος Κωνσταντινίδης Dinos Konstandinidis, * 10. Mai 1929 in Ioannina; † 20. Juli 2021) war ein US-amerikanischer Komponist griechischer Herkunft.

## Leben
Constantinides studierte Violine und Musiktheorie am Griechischen Konservatorium in Athen, dann Violine an der Juilliard School of Music in New York. Er erhielt den Mastergrad für Musik an der Indiana University und den Doktorgrad für Komposition an der Michigan State University. Zu seinen Lehrern zählten Tony Schultze, Marios Varvoglis, Yannis Papaioannou, Leda Kouroukli, Olga Menjou, George Lykoudis, Ivan Galamian, Dorothy DeLay und Josef Gingold.
Er war zehn Jahre Geiger beim Griechischen Staatsorchester in Athen, später Geiger im Indianapolis Symphony Orchestra und Kapellmeister beim Baton Rouge Symphony Orchestra. Seit 1967 unterrichtet Constantinides an der Louisiana State University, 1986 erhielt er hier eine Boyd-Professur für Komposition. Er leitet das Festival für neue Musik der Universität und die Louisiana Sinfonietta.
Constantinides komponierte mehr als zweihundert Werke, darunter mehrere Opern und Sinfonien. Er erhielt für seine Werke u. a. erste Preise bei der Brooklyn College International Chamber Competition (1981) und der First Midwest Chamber Opera Conference (1985), den Delius Composition Contest Grand Prize (1997) und mehrere Preise der ASCAP.